# リンゴの皮を剥く女性 (デ・ホーホの絵画)
『リンゴの皮を剥く女性』（リンゴのかわをむくじょせい、蘭: Een vrouw die appels schilt, 英: A Woman Peeling Apples）は、17世紀オランダ絵画黄金時代の画家ピーテル・デ・ホーホが1663年ごろ、キャンバス上に油彩で制作した絵画である。『リンゴの皮を剥く女性と子供』（リンゴのかわをむくじょせいとこども、英: A Woman Peeling Apples, with a Small Child）と呼ばれることもある。第4代ハートフォード侯爵リチャード・シーモア＝コンウェイが1848年にクリスティーズの競売で購入し、現在、侯爵のコレクションを受け継ぐロンドンのウォレス・コレクションに所蔵されている。

## 作品
本作は、デ・ホーホの大半の絵画のように当時の家庭の静かな情景を表す風俗画である。画家がアムステルダムに移った1660年代の初めに描かれたと思われる。凝った作りの暖炉、母親の衣服の毛皮や刺繍は富裕な家庭であることを示し、母子の間の付け柱上に表されているキューピッドは、幸福な結婚生活のある家庭であることを示唆する。
繊細な光の表現、とりわけ照明のない室内に差し込む自然光のために、19世紀の美術史家たちは本作をヨハネス・フェルメールに帰属した。実際にフェルメールの作品と非常に類似しているが、フェルメールの典型的な作品は本作とは異なり、家族の情景ではなく、1人で何かをしている女性を表している。ちなみに、大部分の研究者は、今ではフェルメールがデ・ホーホに影響を受けたのではなく、デ・ホーホがフェルメールに影響を受けたと信じている。一方で、女性が子供に見つめられながら台所の仕事をする本作の主題は、ニコラース・マースが家事仕事を描いた初期作品と関連している。

本作について、研究者ホフステーデ・デ・フロートは1908年に以下のように記述している。
33. リンゴの皮を剝く女性。ホフステーデ・デ・フロートの著作で55番。部屋の右側で、女性が鑑賞者の方を向いて座っている。彼女は、毛皮で縁取られた黒いベルベットの上衣、赤いスカート、白いエプロンを身に着けている。膝の上にはリンゴの入った籠を載せ、その皮を剥いている。彼女は、右手にある長いリンゴの皮を横側を見せて立っている左の少女に差し出している。女性の足元の床の上には、たらいがある。左側には、火に薬缶が掛けられている暖炉がある。暖炉にはデルフトのタイルが貼られており、浅浮彫が施された付け柱で囲まれている。女性の背後には、黒い縁のある鏡が掛かっている。陽光が右側上部の窓から射し込み、壁と鏡の端を照らしている。床は、茶色と白色のタイルからなっている。絵画は非常に汚れた状態にある。全体的な効果はよい。様式的にヴァイスバッハ (Weissbach) の作品 (4番) にいくぶん類似しているが、 主題的にはそれほど魅力的ではない。 キャンバス、縦26インチ、横21インチ。ヴァーゲンの補遺87ページで言及されており、ハートフォード侯爵がC・ペリエ (C. Perrier) から1848年に283ポンド10シリングで購入した作品である。テオフィル・トレ＝ビュルガーにより、1866年のガゼット・デ・ボザール誌11巻の561ページでフェルメールの第16番の作品として記述されている。1893年のロンドンのロイヤル・アカデミー冬季展で第55番目の作品として展示された。現在、ロンドンのウォレス・コレクションに1901年の目録で第23番の作品として所蔵されている。